# 5370 Taranis
5370 Taranis este o planetă minoră (asteroid), cu un diametru de 3,6 km, din Asteroid Amor. A fost descoperită pe 2 septembrie 1986 la Observatorul Palomar de Alain Maury⁠(d) și a fost numită după Taranis. 
Obiectul prezintă o orbită caracterizată de o semiaxă mare de 3,3271556 UAi, o excentricitate de 0,6341, o înclinație de 19,08 ° în raport cu ecliptica.